# تام آماندس
تام آماندس (به انگلیسی: Tom Amandes) (زاده ۹ مارس ۱۹۵۹) بازیگر آمریکایی است.
از فیلم‌های معروف او می‌توان به بازی در فیلم بوسه طولانی شب‌بخیر، قصر ویران‌شده، مردان مجرد، اعمال کثیف و بونویل اشاره کرد.